# De Zwaluw (Oudemolen)
De molen De Zwaluw staat aan de Molensteeg te Oudemolen (gemeente Tynaarlo).
Het is een rietgedekte, achtkantige houten grondzeiler die in 1837 is gebouwd ter vervanging van een omgewaaide standerdmolen. De molen is in 1951 en in 1980/81 gerestaureerd. Bij de laatste restauratie is de zelfzwichting op de binnenroede verwijderd.
De wieken hebben een vlucht van 20,0 meter. In de molen bevindt zich 1 koppel maalstenen.
Eigenaar van de molen is de gemeente Tynaarlo. 

De Zwaluw is maalvaardig en is op woensdag en zaterdag te bezichtigen.